# Psorospermum cerasifolium
Psorospermum cerasifolium är en johannesörtsväxtart som beskrevs av John Gilbert Baker. Psorospermum cerasifolium ingår i släktet Psorospermum och familjen johannesörtsväxter. Inga underarter finns listade i Catalogue of Life.